# Paralelo 15 N
O paralelo 15 N é um paralelo que está 15 graus a norte do plano equatorial da Terra.

## Dimensões
Conforme o sistema geodésico WGS 84, no nível de latitude 15° S, um grau de longitude equivale a 107,549 km; a extensão total do paralelo é portanto 38.718 km, cerca de 97% da extensão do Equador, da qual esse paralelo dista 1.659 km, distando 8.343 km do Polo Norte.

## Cruzamentos
Começando no Meridiano de Greenwich na direcção leste, o paralelo 15º Norte passa sucessivamente por:
| País, território ou mar | Notas                                                                       |
| ----------------------- | --------------------------------------------------------------------------- |
| Mali                    | Separa os 2 "triângulos" do país. Passa próximo à Fronteira Mali-Mauritânia |
| Níger                   | Bem ao sul, passa ao norte de Niamei.                                       |
| Chade                   | Meio do país                                                                |
| Sudão                   | Meio do país                                                                |
| Eritreia                | Norte do país                                                               |
| Mar Vermelho            | Passa próximo ao Bab-el-Mandeb                                              |
| Iêmen                   | Paralelo ao litoral sul do país                                             |
| Oceano Índico           | Mar Arábico                                                                 |
| Índia                   | Goa Karnataka Andhra Pradesh                                                |
| Oceano Índico           | Baía de Bengala Mar de Andamão                                              |
| Myanmar (Birmânia)      | Corta o cabo de frigideira do sul                                           |
| Tailândia               | Meio do país                                                                |
| Laos                    | Sul do país                                                                 |
| Vietname                | Meio do país, sul de Da Nang                                                |
| Mar da China Meridional | Passa a sul da disputada Barra Panatag                                      |
| Filipinas               | Ilha de Luzon                                                               |
| Oceano Pacífico         | Estreito de Polillo                                                         |
| Filipinas               | Ilha de Polillo                                                             |
| Oceano Pacífico         | Mar das Filipinas                                                           |
| Marianas Setentrionais  | Ilha Tinian                                                                 |
| Oceano Pacífico         | Passa a norte do Atol Bokak, Ilhas Marshall                                 |
| México                  |                                                                             |
| Guatemala               | Extremo sul do país                                                         |
| Honduras                | Passa no meio do país                                                       |
| Nicarágua               | Extremo norte do país, cerca de 11 km                                       |
| Honduras                |                                                                             |
| Mar do Caribe           | Passa entre Dominica e Martinica (França)                                   |
| Oceano Atlântico        |                                                                             |
| Cabo Verde              | Ilha do Fogo                                                                |
| Oceano Atlântico        |                                                                             |
| Cabo Verde              | Ilha de Santiago                                                            |
| Oceano Atlântico        |                                                                             |
| Senegal                 | Extremo norte do país                                                       |
| Mauritânia              | Sul do país                                                                 |
| Mali                    |                                                                             |
| Burquina Fasso          | Extremo norte do país                                                       |
| Mali                    |                                                                             |